# Cremolobus peruvianus
Cremolobus peruvianus là một loài thực vật có hoa trong họ Cải. Loài này được (Lam.) DC. mô tả khoa học đầu tiên năm 1821.